# Spyker Cars
Spyker Cars  (nome aziendale Spyker Automobielen N.V.) è un'azienda olandese costruttrice di auto sportive artigianali fondata nel 2000. Il nome ed il logo riprendono quelli della Spyker, azienda costruttrice di vetture di lusso e di motori d'aviazione attiva nei primi tre decenni del XX secolo (partecipando tra l'altro al celebre raid Pechino-Parigi del 1907) e andata in bancarotta nel 1929. Il motto della compagnia è "Nulla tenaci invia est via", che in latino significa "Per il tenace, nessuna strada è impercorribile".

## Storia
La nuova compagnia fu fondata nel 2000 da Victor Muller e Maarten de Bruijn, distinguendosi subito per l'esclusività e l'alta qualità delle automobili prodotte, come ad esempio la C8 e la C8 Laviolette. Quest'ultima è spinta da un propulsore V8 prodotto dall'Audi che eroga 450 cavalli e che permette alla Laviolette di raggiungere i 300 km/h. IL 14 luglio del 2005 è stato annunciato che la C8 poteva essere venduta anche negli Stati Uniti.
Nel 2006 è stato annunciato il SUV ad alte prestazioni Spyker D12 Peking-to-Paris che ha debuttato al salone dell'automobile di Ginevra senza avere alcun seguito produttivo.
Spyker Cars è stata quotata all'Euronext Amsterdam. L'offerta pubblica iniziale fu fatta il 27 maggio 2004 a 15,50 €, scesa a 8,28 € nell'aprile del 2005. Sempre nel 2005 il responsabile del design Maarten de Bruijn ha lasciato la compagnia.
Il 26 gennaio 2010 è stato ufficializzato l'accordo fra Spyker e GM per l'acquisizione di Saab Automobile da parte dell'azienda olandese; il fatto non è riuscito però a evitare il fallimento dell'azienda svedese avvenuto nel 2012.
Negli anni successivi l'azienda olandese è stata in sempre maggiori difficoltà finanziarie, culminate con la dichiarazione di bancarotta da parte del tribunale avvenuta alla fine del 2014; nei mesi successivi l'azienda ha trovato un accordo con i creditori e nel luglio del 2015 è stata annunciata l'intenzione di riprendere la produzione.

## Modelli

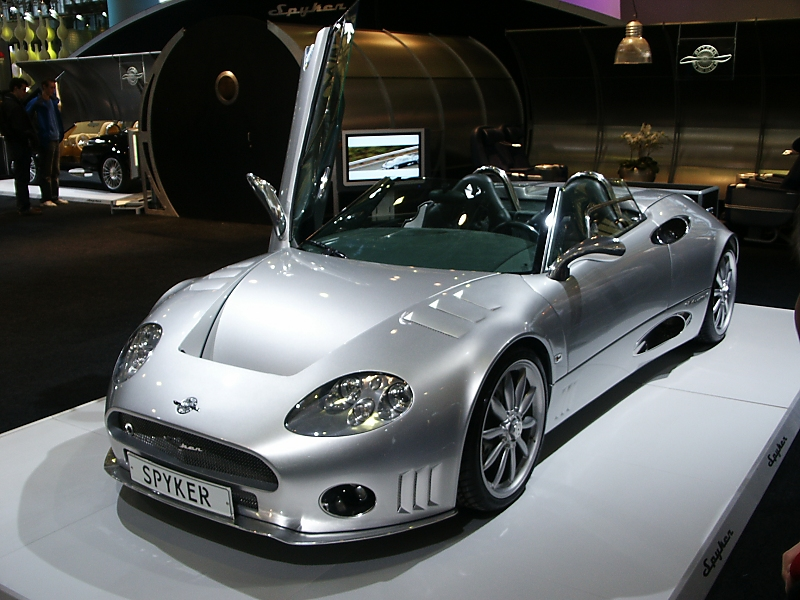
Spyker C8 all'Amsterdam Motor Show del 2005

- Spyker C8 (varie varianti, inclusa la C12)
- Spyker C12 Zagato

## Competizioni
Lo Spyker Squadron era la squadra corse dell'azienda. Ha gareggiato alla 24 Ore di Le Mans, nella Le Mans Series, in tre gare del FIA GT e alla 12 Ore di Sebring.
Nel corso del 2006 ha acquistato la squadra di Formula 1 Midland F1 Racing ribattezzandola Spyker MF1 Racing, cedendo poi il team prima della fine della stagione al magnate Vijay Mallya che lo ribattezzerà Force India.